# WrestleMania XL
WrestleMania XL, die 40. Ausgabe von WrestleMania, dem jährlichen WWE-Höhepunkt, fand am 6. und 7. April 2024 im Lincoln Financial Field in Philadelphia statt.
Die Hauptstoryline drehte sich um Cody Rhodes Versuch, Roman Reigns 1316-tägige Regentschaft als Undisputed WWE Universal Champion zu beenden und erstmals in seiner Karriere  einen WWE World Title zu gewinnen. Der zurück gekehrte Cousin von Reigns, Dwayne „The Rock“ Johnson, stellte sich auf Reigns Seite. In der ersten Nacht besiegten „The Rock“ und Roman Reigns das Team von Cody Rhodes und Seth Rollins in einem Tag-Team-Match. Dieser Sieg bedeutete, dass der Titelkampf in der zweiten Nacht unter Bloodline Rules ausgetragen wurde, was The Bloodline einen Vorteil verschaffte.
Im Main Event der zweiten Nacht gelang es Rhodes trotz dieser Widrigkeiten, Reigns zu besiegen und den Titel zu gewinnen, womit er seine persönliche „Story“ vollendete. Weitere wichtige Matches beinhalteten Drew McIntyres Sieg über Seth Rollins um die World Heavyweight Championship, gefolgt von Damian Priests erfolgreicher Einlösung des Money-in-the-Bank-Vertrags.
Das Event wurde von Kritikern und Fans vielfach gelobt, wobei besonders die langjährige Storyline um Rhodes und Reigns und deren Auflösung hervorgehoben wurden.

## Hintergrund

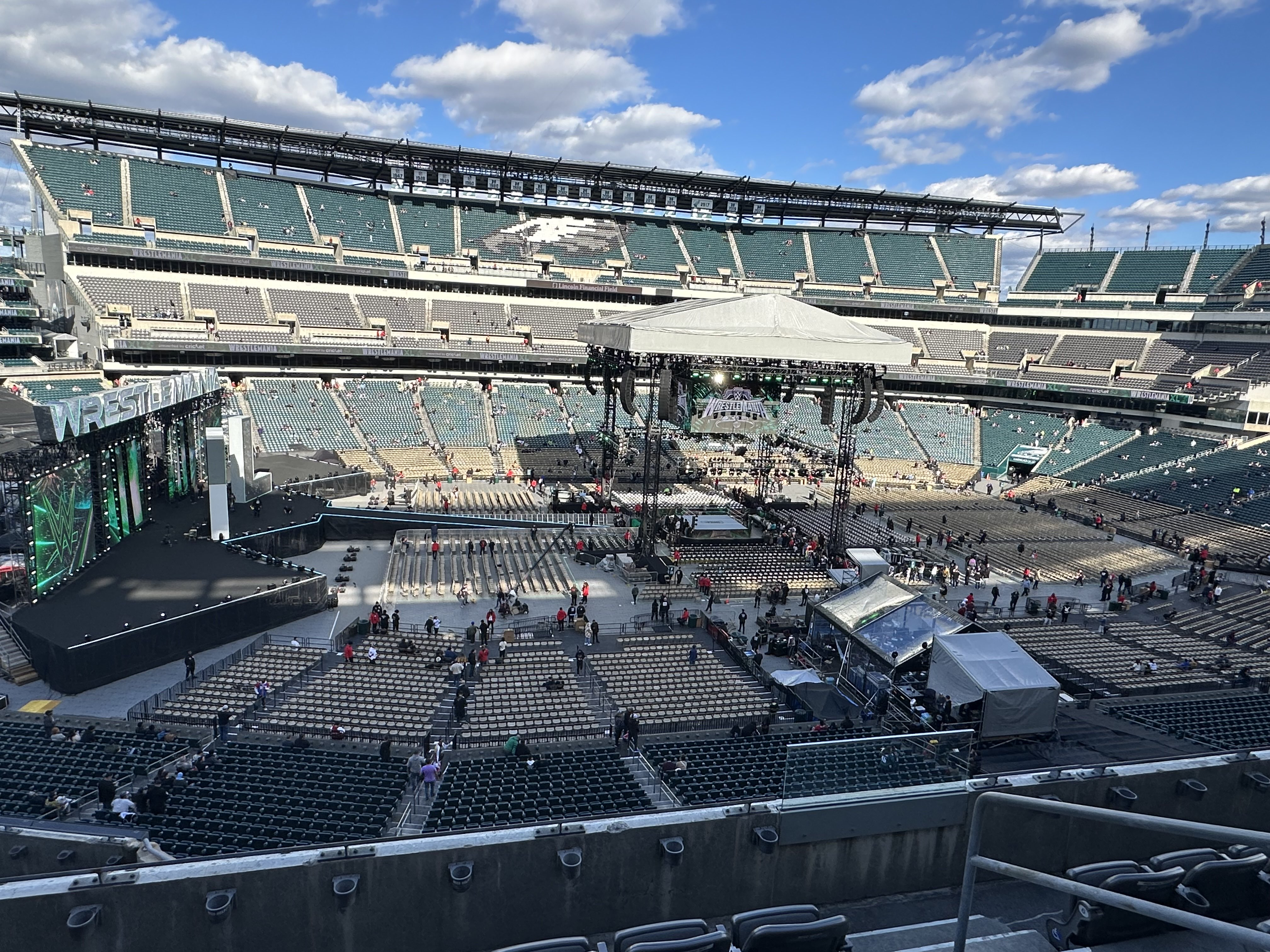
WrestleMania XL-Stage im Lincoln Financial Field in Philadelphia

WrestleMania XL, die 40. Ausgabe der WWE-Leitveranstaltung, fand am 6. und 7. April 2024 im Lincoln Financial Field in Philadelphia, Pennsylvania, statt. Es war die erste WrestleMania unter der neuen Eigentümerschaft der TKO Group Holdings, nachdem WWE im September 2023 mit der Ultimate Fighting Championship (UFC) fusioniert hatte.
Die Vorbereitungen für die WrestleMania XL begannen bereits Monate im Voraus. Ein entscheidender Moment war der Royal Rumble im Januar 2024, bei dem Cody Rhodes als Sieger hervorging und sich damit ein Titelmatch bei WrestleMania sicherte. Dies führte zu Spekulationen über einen möglichen Kampf zwischen Rhodes und dem amtierenden Undisputed WWE Universal Champion Roman Reigns.
Die Planungen nahmen eine unerwartete Wendung, als Dwayne „The Rock“ Johnson in die Storyline eingebunden wurde. Johnson, der seit Dezember 2021 Gespräche mit WWE-Verantwortlichen über eine mögliche Rückkehr geführt hatte, trat bei einer Friday Night SmackDown-Ausgabe auf und deutete ein Interesse am Titel an. Dies führte zu Kontroversen unter den Fans, die mehrheitlich ein Match zwischen Rhodes und Reigns bevorzugten. In einer bemerkenswerten Entwicklung erklärte Rhodes zunächst, auf sein Titelmatch verzichten zu wollen, um „The Rock“ den Vortritt zu lassen. Diese Entscheidung wurde jedoch nach negativen Fanreaktionen revidiert. In einem WrestleMania XL Kickoff-Event am 8. Februar 2024 wurde schließlich bestätigt, dass Rhodes Reigns um den Titel herausfordern würde. Um die Spannung weiter zu erhöhen, wurde ein Tag-Team-Match für die erste Nacht von WrestleMania XL angesetzt: Rhodes und Seth Rollins gegen Reigns und „The Rock“. Der Ausgang dieses Matches sollte die Bedingungen für das Titelmatch in der zweiten Nacht bestimmen.
Die Veranstaltung erwies sich als finanzieller Erfolg für WWE. Berichten zufolge generierte WrestleMania XL allein durch Ticketverkäufe 38,5 Millionen US-Dollar. Dies unterstreicht die anhaltende Popularität und wirtschaftliche Bedeutung des Events für WWE. Der offizielle Titelsong für die Veranstaltung war Gasoline von The Weeknd, und damit das fünfte Mal in Folge, dass ein Song von The Weeknd für WrestleMania verwendet wurde.
WWE plante auch eine Dokumentation mit dem Titel WrestleMania XL: Behind the Curtain, die Einblicke in die Vorbereitungen und Entscheidungsprozesse geben sollte. Die Veröffentlichung wurde jedoch verschoben, um zusätzliches Material vom WrestleMania-Wochenende einzubeziehen.
Insgesamt markierte WrestleMania XL einen bedeutenden Meilenstein in der Geschichte der WWE, sowohl aufgrund des 40-jährigen Jubiläums als auch wegen der komplexen Storylines und der neuen Unternehmensstruktur.

## Storylines und Matches
Die Veranstaltung umfasste 14 Matches, die gleichmäßig auf beide Nächte des 6. und 7. April 2024 verteilt waren und aus inszenierten Storylines resultierten. Die Ergebnisse wurden von den Autoren der WWE für die Raw- und SmackDown-Brands vorher festgelegt, während die Storylines in den wöchentlichen WWE-Fernsehshows Monday Night Raw und Friday Night SmackDown produziert wurden.

### Nacht 1

#### Rhea Ripley gegen Becky Lynch um die Women’s World Championship
Das Match eröffnete die erste Nacht der Veranstaltung am 6. April 2024 im Lincoln Financial Field in Philadelphia.
Die Vorgeschichte des Kampfes begann, als Becky Lynch die Royal Rumble-Siegerin 2024 herausforderte. Lynch, eine mehrfache ehemalige Championesse, sah in Rhea Ripley eine würdige Gegnerin für das größte Wrestling-Event des Jahres. Ripley, auch „Mami“ genannt, ging als dominante Titelträgerin in das Match. Sie hatte den Gürtel seit WrestleMania 39 im Jahr zuvor inne und galt aufgrund ihrer physischen Stärke als Favoritin.
Der Kampf selbst war von hoher Intensität geprägt. Beide Wrestlerinnen zeigten ihr technisches Können und ihre Widerstandsfähigkeit. Lynch versuchte mehrfach, Ripleys verletzten Arm als Schwachstelle auszunutzen, während die Championesse ihre Kraftvorteile ausspielte. Zu den Höhepunkten des Matches zählten ein Legdrop von Lynch vom obersten Seil sowie mehrere Versuche Ripleys, ihren Finishing Move Riptide anzusetzen. Auch Ripleys Aufgabegriff Prism Trap kam zum Einsatz. Die Entscheidung fiel schließlich, als Ripley zwei aufeinanderfolgende Riptides gegen Lynch ausführen konnte. Dies reichte für den Pinfall und die erfolgreiche Titelverteidigung.
Mit dem Sieg setzte Ripley ihre beeindruckende Regentschaft als Women’s World Champion fort. Für Lynch bedeutete die Niederlage einen Rückschlag in ihren Bemühungen, an frühere Erfolge anzuknüpfen.

#### Six-Pack-Tag-Team-Ladder-Match um die Undisputed WWE Tag Team Championship
Das zweite Match am Samstag war ein Six-Pack-Tag-Team-Ladder-Match um die Undisputed WWE Tag Team Championship statt. Folgende Teams nahmen daran teil:
- The Judgment Day (Damian Priest und Finn Bálor) als amtierende Champions
- Awesome Truth (The Miz und R-Truth)
- The New Day (Kofi Kingston und Xavier Woods)
- #DIY (Johnny Gargano und Tommaso Ciampa)
- New Catch Republic (Pete Dunne und Tyler Bate)
- A-Town Down Under (Grayson Waller und Austin Theory)

Die Vorgeschichte des Matches beinhaltete verschiedene Fehden und Rivalitäten zwischen den teilnehmenden Teams in den Wochen vor WrestleMania. The Judgment Day mussten als Champions ihre Titel gegen fünf herausfordernde Teams verteidigen, was eine große Herausforderung darstellte.
Das Match war geprägt von spektakulären Aktionen und risikoreichen Manövern der Teilnehmer. Mehrere Wrestler nutzten die Leitern für Highflying-Moves und Attacken auf ihre Gegner. Es kam zu einigen knappen Situationen, in denen die Titel fast erreicht wurden, bevor andere Teilnehmer dies verhindern konnten. Gegen Ende des Matches gab es eine kontroverse Szene, als eine der Leitern beschädigt wurde. Die Ringrichterin Jessica Carr wies Damian Priest mehrfach an, die defekte Leiter nicht zu benutzen, was dieser jedoch ignorierte. Dies führte zu Sicherheitsbedenken, da die instabile Leiter ein Verletzungsrisiko darstellte.
Am Ende des Matches konnten zwei Tag Teams jeweils einen der Titel erringen. Awesome Truth, bestehend aus The Miz und R-Truth, sicherten sich die World Tag Team Championship. Für R-Truth stellte dies einen besonderen Moment dar, da er zum ersten Mal bei einer WrestleMania-Veranstaltung einen Titel gewinnen konnte. Die Reaktion des Publikums auf seinen Sieg war äußerst positiv. A-Town Down Under gelang es, die WWE Tag Team Championship zu gewinnen. Dieser doppelte Titelwechsel sorgte für eine Aufteilung der Undisputed WWE Tag Team Championship.
Das Match wurde als chaotisch, aber unterhaltsam beschrieben. Es bot zahlreiche spektakuläre Spots und Aktionen der beteiligten Teams. Gleichzeitig gab es auch einige Unstimmigkeiten und riskante Situationen, insbesondere im Zusammenhang mit der beschädigten Leiter.

#### Rey Mysterio und Andrade gegen Santos Escobar und Dominik Mysterio
Die Vorgeschichte zu dem Aufeinandertreffen Rey Mysterio und Andrade gegen Santos Escobar und Dominik Mysterio begann bereits bei WrestleMania 39, als Rey Mysterio seinen Sohn Dominik besiegte und damit hoffte, ihre Fehde beendet zu haben. Allerdings tauchte mit Santos Escobar bald ein neuer Rivale für Rey Mysterio auf. Escobar, ehemaliges Teil von Rey Mysterios Gruppierung LWO (Latino World Order), griff seinen früheren Mentor an und verletzte ihn schwer, sodass Mysterio für längere Zeit ausfiel.
Nach seiner Rückkehr kam es zu weiteren Auseinandersetzungen zwischen Rey Mysterio und Escobar. In einem Einzelmatch zwischen den beiden tauchte überraschend ein maskierter Mann auf, der sich als Dominik Mysterio entpuppte und seinem Vater in den Rücken fiel. Daraufhin forderte Rey Mysterio Escobar und Dominik zu einem Tag-Team-Match bei WrestleMania XL heraus. Ursprünglich sollte Dragon Lee als Rey Mysterios Partner antreten, doch dieser wurde kurz vor der Veranstaltung bei einem Hinterhalt ausgeschaltet. An seiner Stelle sprang Andrade ein, der sich unerwartet mit Mysterio und der LWO verbündete.
Das Match bei WrestleMania XL war geprägt von intensiven Aktionen aller Beteiligten. Gegen Ende des Kampfes schien es, als würden Escobar und Dominik Mysterio unfair gewinnen. In diesem Moment griffen jedoch zwei maskierte Männer aus dem Publikum ein und attackierten Rey Mysterios Gegner. Diese Intervention ermöglichte es Rey Mysterio, seinen Sohn Dominik mit seiner Spezialattacke, dem „619“, zu treffen und anschließend den entscheidenden Frog Splash gegen Escobar anzubringen. Dadurch sicherten sich Rey Mysterio und Andrade den Sieg.
Nach dem Match enthüllten die maskierten Helfer ihre Identität. Es handelte sich um die NFL-Stars Lane Johnson und Jason Kelce von den Philadelphia Eagles, was für Begeisterung beim heimischen Publikum sorgte.
Für Andrade war dieses Match von besonderer Bedeutung, da es sein erstes WrestleMania-Match nach 20 Jahren im Wrestling darstellte. Er äußerte sich später begeistert über die Gelegenheit, an der Seite von Rey Mysterio antreten zu dürfen.

#### Jey Uso gegen Jimmy Uso
Die Konfrontation zwischen den Zwillingsbrüdern Jey und Jimmy Uso bei WrestleMania XL markierte einen Höhepunkt in ihrer Fehde, die sich aus dem Zerfall der erfolgreichen Gruppierung The Bloodline entwickelt hatte.
Die Storyline zwischen den Uso-Brüdern hatte sich über mehrere Monate hinweg aufgebaut. Nachdem Jey Uso sich von der Bloodline losgesagt hatte, kam es zu wachsenden Spannungen mit seinem Bruder Jimmy, der zunächst in der Gruppierung verblieb. Diese Entwicklung führte schließlich zu offenen Feindseligkeiten zwischen den beiden, die in der Ansetzung des Matches bei WrestleMania XL gipfelten.
Der Kampf zwischen Jey und Jimmy Uso dauerte 11 Minuten und 5 Sekunden. Bereits beim Einzug attackierte Jey seinen Bruder, was den intensiven Charakter des Aufeinandertreffens unterstrich. Nach etwa neun Minuten Matchzeit kam es zu einer emotionalen Szene, als Jimmy sich bei Jey entschuldigte und angab, dass ihm alles leid tue. Jey half seinem Bruder daraufhin auf die Beine, nur um ihn dann mit einem Superkick niederzustrecken. Das Match endete damit, dass Jey Uso seinen Bruder Jimmy nach dem charakteristischen „Uso Splash“ pinnte und somit als Sieger aus dem Bruderduell hervorging.
Die Reaktionen auf das Match waren gemischt. Einige Beobachter empfanden den Kampf als zu kurz und vermissten die erwartete Intensität und emotionale Tiefe. Jey Uso selbst äußerte sich später in einem Podcast kritisch über das Match. Er gab an, das Gefühl zu haben, die Zuschauer enttäuscht darüber waren, dass er und Jimmy nicht die Möglichkeit hatten, ihr volles Potenzial zu zeigen. Als Grund nannte er Zeitprobleme, da sie erst kurz vor dem Match erfahren hätten, dass ihnen weniger Zeit zur Verfügung stehen würde als ursprünglich geplant.

#### Jade Cargill, Bianca Belair und Naomi gegen Damage CTRL

Jade Cargill (2024)

Die Vorgeschichte zu diesem Match begann, als Jade Cargill am 29. März 2024 bei Friday Night Smackdown ihren WWE-Vertrag unterzeichnete und sich unmittelbar in die Fehde zwischen Bianca Belair, Naomi und Damage CTRL einmischte. Cargill rettete Belair und Naomi vor einem Angriff durch Damage CTRL, was zur Bildung des Dreier-Teams führte.
Für Cargill stellte dieses Match ihr WrestleMania-Debüt dar, was als eines der bedeutendsten in der Geschichte der Veranstaltung bezeichnet wurde. Belair hatte zuvor bereits eine längere Fehde mit Damage CTRL geführt und sah nun die Chance, die Gruppierung mit Unterstützung von Cargill und der kürzlich zurückgekehrten Naomi zu besiegen.
Das Match selbst dauerte 8 Minuten und 5 Sekunden. Der Einzug von Damage CTRL wurde von Geisha-Darstellerinnen begleitet, während Belair, Cargill und Naomi sich von einer Plattform herabließen. Im Verlauf des Kampfes gelang es Damage CTRL zunächst, die Oberhand zu gewinnen und Naomi zu isolieren. Bianca Belair konnte das Blatt wenden, geriet aber erneut in Bedrängnis. Jade Cargill erhielt schließlich das ersehnte Tag und dominierte ihre Gegnerinnen. Gegen Ende des Matches kam es zu einer chaotischen Situation, in der alle sechs Wrestlerinnen beteiligt waren. Ein entscheidender Wendepunkt trat ein, als Asuka versehentlich Kairi Sane mit ihrem charakteristischen grünen Nebel traf. Bianca Belair nutzte die Gelegenheit, um Asuka mit ihrem Zopf zu peitschen und anschließend ihren Finishing Move „KOD“ auszuführen. Den Sieg für ihr Team sicherte schließlich Jade Cargill, indem sie Dakota Kai mit ihrem Finishing Move „Jaded“ bezwang und anschließend pinnte. Damit gewann Cargill ihr erstes Match in der WWE.
Dieses Match markierte nicht nur Cargills Debüt bei WrestleMania, sondern auch einen wichtigen Moment in Bianca Belairs anhaltender Fehde mit Damage CTRL. Es zeigte zudem die Integration von Jade Cargill in den WWE-Hauptkader und ihre Positionierung als bedeutende Kraft in der Frauen-Division.

#### Sami Zayn gegen Gunther um die WWE Intercontinental Championship
Die Storyline zwischen Sami Zayn und Gunther um die WWE Intercontinental Championship bei WrestleMania XL entwickelte sich über mehrere Wochen hinweg. Gunther, der bis dahin längste amtierende Intercontinental Champion in der WWE-Geschichte, verteidigte seinen Titel seit Juni 2022 erfolgreich gegen zahlreiche Herausforderer. Sami Zayn, der im Vorjahr bei WrestleMania 39 noch im Main Event stand, fokussierte sich nun darauf, einen Einzeltitel zu gewinnen. Um sich für ein Match gegen Gunther bei WrestleMania zu qualifizieren, musste Zayn zunächst ein Gauntlet-Match gewinnen. In diesem Ausscheidungskampf setzte er sich gegen mehrere Konkurrenten durch.
Nach seinem Sieg im Gauntlet-Match wurde Zayn offiziell als Herausforderer für Gunthers Intercontinental Championship bei WrestleMania XL bestätigt. In den Wochen vor dem Event kam es zu Konfrontationen zwischen den beiden Kontrahenten. Gunther zeigte sich selbstbewusst und blickte auf Zayn herab, während dieser Zweifel an sich selbst zu haben schien. Chad Gable, Zayns letzter Gegner im Gauntlet-Match, spielte ebenfalls eine Rolle in der Storyline. Er äußerte Zweifel daran, dass Zayn Gunther besiegen könne, bot ihm aber auch Ratschläge an. Gable betonte, dass es vor allem auf die richtige Einstellung ankäme, um gegen Gunther zu bestehen.
Das Match zwischen Gunther und Sami Zayn bei WrestleMania XL wurde von Kritikern hoch gelobt und als eines der besten Matches in der Geschichte der Veranstaltung bezeichnet. Es entwickelte sich zu einem klassischen David-gegen-Goliath-Duell, in dem der Underdog Zayn alles gab, um den dominanten Champion zu bezwingen. Zayn setzte im Verlauf des Kampfes mehrere seiner Spezialaktionen ein, darunter mehrere „Helluva Kicks“ und einen Brainbuster vom obersten Seil. Letzterer galt als Anspielung auf sein früheres Alter Ego „El Generico“ aus seiner Zeit in der Independent-Szene. Am Ende gelang es Sami Zayn tatsächlich, Gunther zu besiegen und neuer Intercontinental Champion zu werden. Damit beendete er Gunthers historische Regentschaft nach genau 666 Tagen. Für Zayn war es der vierte Gewinn des Intercontinental-Champion-Titels in seiner WWE-Karriere.
Der Sieg wurde als großer Überraschungsmoment bei WrestleMania XL gewertet. Zayn selbst äußerte sich nach dem Match demütig und gab an, dass es einige Zeit brauchte, um den Erfolg zu verarbeiten. Er betonte, wie schwierig es sei, bei einem so großen Event mit so vielen Zuschauern die eigene Leistung richtig einzuschätzen.

#### The Bloodline gegen Cody Rhodes und Seth Rollins

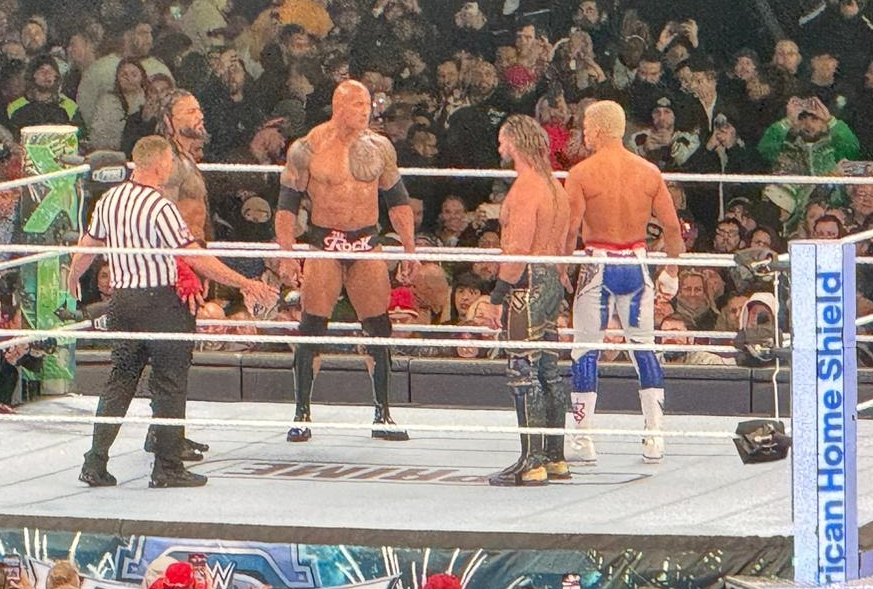
Dwayne „The Rock“ Johnson und Roman Reigns stehen Cody Rhodes und Seth Rollins im Main Event der ersten Nacht gegenüber

Die Storyline um das Tag-Team-Match zwischen The Bloodline (Dwayne „The Rock“ Johnson und Roman Reigns) gegen Cody Rhodes und Seth Rollins bei WrestleMania XL entwickelte sich zu einem der Höhepunkte der Veranstaltung. Der Konflikt begann, als Rhodes als Royal Rumble-Sieger 2024 sein Recht auf einen Titelkampf gegen Roman Reigns einforderte, nachdem er zunächst darauf verzichtet hatte. „The Rock“ schloss sich daraufhin The Bloodline an und forderte Rhodes und Rollins zu einem Tag-Team-Match in der ersten Nacht von WrestleMania XL heraus. Die Bedingungen sahen vor, dass bei einem Sieg von Rhodes und Rollins alle weiteren Mitglieder der Bloodline vom Titelkampf zwischen Reigns und Rhodes beim Main Event der zweiten Nacht ausgeschlossen würden. Bei einem Sieg der Bloodline würde der Titelkampf dagegen unter Bloodline Rules stattfinden. Die Bloodline Rules besagen, dass der Kampf ohne Regeln und mit allen Mitteln ausgetragen werden darf. „The Rock“ drohte sogar damit, dass Solo Sikoa als Gastkommentator fungieren könnte.
Das Match in der ersten Nacht von WrestleMania XL war von hoher Intensität geprägt. Gegen Ende des Kampfes schien Rhodes kurz vor dem Sieg zu stehen, wurde jedoch von „The Rock“ mit einem Gürtelschlag gestoppt. „The Rock“ beendete das Match mit einem „Rock Bottom“ und dem „People’s Elbow“ gegen Rhodes.
Der Sieg der Bloodline hatte zur Folge, dass der Titelkampf zwischen Reigns und Rhodes in der zweiten Nacht unter Bloodline Rules stattfinden würde. Dies stellte eine erhebliche Herausforderung für Rhodes dar, der versuchte, die lange Regentschaft von Reigns als Champion zu beenden.
Das Tag-Team-Match und seine Folgen waren Teil einer komplexen Storyline, die sich über mehrere Monate entwickelte und verschiedene Elemente wie Familienbeziehungen, Verrat und die Suche nach Erlösung beinhaltete. Es diente als Kulminationspunkt für mehrere miteinander verflochtene Handlungsstränge und setzte die Bühne für den entscheidenden Kampf zwischen Rhodes und Reigns.

### Nacht 2

#### Drew McIntyre gegen Seth Rollins um die World Heavyweight Championship und Cash-In des Money-in-the-Bank-Vertrags

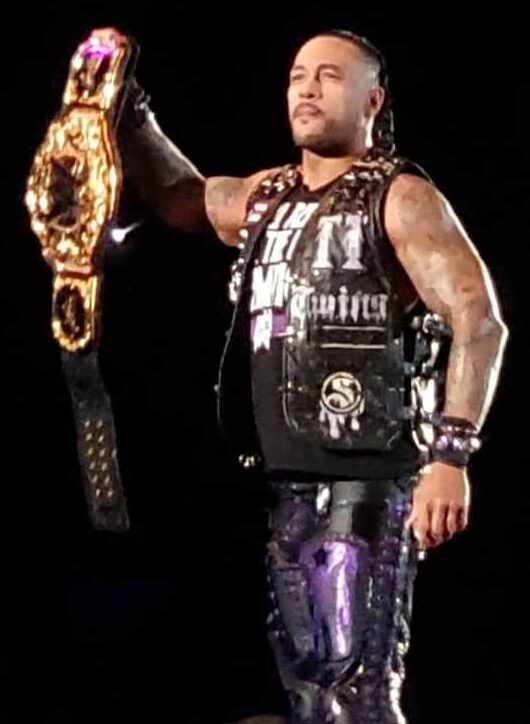
Damian Priest als World Heavyweight Champion

Das erste Match der zweiten Nacht der WrestleMania XL war die mit Spannung erwartete World Heavyweight Championship zwischen Titelträger Seth Rollins und Herausforderer Drew McIntyre.
Die Vorgeschichte zu diesem Match reicht bis ins Jahr 2020 zurück, als McIntyre und Rollins bereits um die WWE Championship kämpften. Damals konnte sich McIntyre durchsetzen, was Rollins rückblickend als wichtigen Wendepunkt in seiner Karriere bezeichnete. Im Vorfeld von WrestleMania XL war lange unklar, ob Rollins aufgrund einer Knieverletzung überhaupt würde antreten können. Er erholte sich jedoch rechtzeitig und verteidigte seinen Titel gegen McIntyre.
Das Match selbst dauerte 10 Minuten und 30 Sekunden. Es war von intensiver Action geprägt, wobei McIntyre anfangs mit seiner physischen Stärke dominierte, während Rollins trotz Knieverletzung mit Schnelligkeit und technischem Geschick konterte. Ein Schlüsselmoment war Rollins fehlgeschlagener Stomp-Versuch, den McIntyre in einen „Claymore Kick“ umwandelte, der jedoch nicht zum Sieg reichte. In der Endphase gelang es McIntyre, einen Pedigree-Versuch von Rollins abzuwehren und einen weiteren „Claymore Kick“ zu landen. Dieser finale Angriff führte zum Pinfall und Sieg für McIntyre, der damit neuer World Heavyweight Champion wurde.
Nach dem Kampf zeigte sich Rollins sichtlich emotional. Kameras fingen ein, wie er McIntyre zuflüsterte: „You f***ing deserve it man.“ Dies wurde als Zeichen des Respekts und der Anerkennung für McIntyres Leistung gewertet.
McIntyres Freude über den Titelgewinn währte jedoch nur kurz. Wenige Minuten nach seinem Sieg wurde er von CM Punk attackiert, was Damian Priest die Gelegenheit gab, seinen Money-in-the-Bank-Vertrag einzulösen. Priest besiegte den geschwächten McIntyre innerhalb von 9 Sekunden mit seinem Finishing Move, dem „South of Heaven“, und wurde so zum neuen World Heavyweight Champion.
Für McIntyre war es der dritte Gewinn der WWE World Championship, aber der erste vor einem vollen Stadion. Seine vorherigen Titelgewinne fanden während der COVID-19-Pandemie vor leeren Rängen oder virtuellen Zuschauern statt. Trotz des schnellen Titelverlusts bezeichnete McIntyre den Sieg gegen Rollins als sehr bedeutsam und emotional für ihn. Er schätzte besonders den Moment, als das Publikum „You deserve it“ skandierte und Rollins ihm seine Anerkennung zollte.

#### The Pride gegen The Final Testament in einem Philadelphia Street Fight

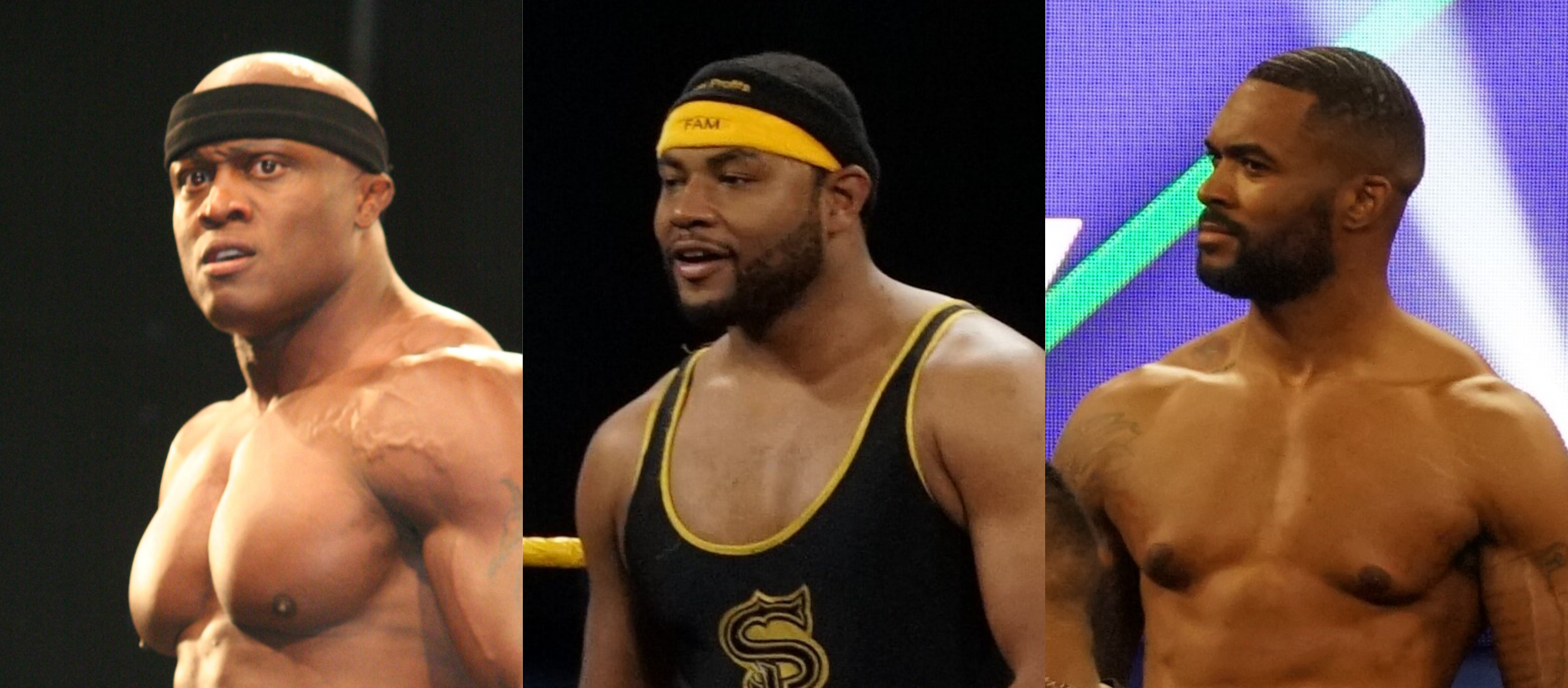
The Pride

Bei der WrestleMania XL kam es zu einem Philadelphia Street Fight zwischen den Gruppierungen The Pride und The Final Testament. Diese Fehde hatte sich über mehrere Monate aufgebaut und fand ihren Höhepunkt bei dem Event.
Die Vorgeschichte begann im Dezember 2023, als Karrion Kross von Bobby Lashley in einem Turnier zum Nummer-1-Herausforderer auf die United States Championship eliminiert wurde. Dies führte zu Spannungen zwischen den beiden Wrestlern. Die Situation eskalierte bei der Friday Night Smackdown-Ausgabe New Year’s Revolution, als Kross und Scarlett sich überraschend mit den zurückkehrenden Authors of Pain und Paul Ellering verbündeten, um die Gruppierung The Final Testament zu gründen. Bei dieser Gelegenheit attackierten sie Bobby Lashley sowie Montez Ford und Angelo Dawkins von The Street Profits. In den folgenden Wochen und Monaten kam es zu weiteren Konfrontationen zwischen den rivalisierenden Fraktionen. Beim Royal-Rumble-Match 2024 eliminierten sich Lashley und Kross gegenseitig, was die Fehde weiter anheizte. The Pride erweiterte ihre Reihen durch die Aufnahme von B-Fab, während es auf dem Weg zu WrestleMania zu mehreren Auseinandersetzungen zwischen den Gruppierungen kam.
SmackDown General Manager Nick Aldis erkannte, dass der Konflikt einen Siedepunkt erreicht hatte. Um die Angelegenheit zu klären, setzte er für WrestleMania einen Six-Man Tag Team Philadelphia Street Fight an. Für The Pride traten Bobby Lashley, Angelo Dawkins und Montez Ford an, begleitet von B-Fab. The Final Testament wurde durch Karrion Kross, Akam und Rezar vertreten, mit Scarlett und Paul Ellering an ihrer Seite. Als besondere Attraktion fungierte WWE Hall of Famer Bubba Ray Dudley als Gastringrichter für diesen Kampf. Der Street Fight erlaubte den Einsatz von Waffen und das Kämpfen außerhalb des Rings, was zu einer brutalen und chaotischen Auseinandersetzung führte. Ein Höhepunkt des Kampfes war, als Scarlett und B-Fab durch einen Tisch außerhalb des Rings krachten, gefolgt von einem waghalsigen Sprung von Montez Ford vom Ring auf seine Gegner am Boden. Den entscheidenden Moment lieferte schließlich Ford mit einem Frog Splash durch einen Tisch auf Karrion Kross, was Bobby Lashley den Weg für den siegbringenden Pin ebnete.
Nach dem Match feierten The Pride ihren Triumph im Ring. WWE Hall of Famer Snoop Dogg gesellte sich zu ihnen, um an den Feierlichkeiten teilzunehmen.

#### LA Knight gegen AJ Styles
Die Fehde zwischen LA Knight und AJ Styles erreichte bei WrestleMania XL ihren Höhepunkt in einem Singles-Match. Der Konflikt zwischen den beiden Superstars begann im Januar 2024, als AJ Styles nach einer mehrmonatigen Verletzungspause in die WWE zurückkehrte und LA Knight attackierte. AJ Styles war der Ansicht, dass LA Knight seinen Platz eingenommen hatte, nachdem er im September 2023 von Solo Sikoa außer Gefecht gesetzt worden war. In den Wochen vor WrestleMania XL eskalierte die Auseinandersetzung zwischen LA Knight und AJ Styles. Es kam zu einer Konfrontation vor Styles Haus, die in einer Prügelei im Vorgarten endete. Diese persönliche Komponente erhöhte die Spannung vor ihrem Match bei WrestleMania zusätzlich.
Vor dem Match debütierte AJ Styles mit einem neuen Entrance-Theme, was für zusätzliche Aufmerksamkeit sorgte. Das Match selbst wurde als intensiv und temporeich beschrieben. Beide Kontrahenten zeigten ihre athletischen Fähigkeiten und lieferten sich einen harten Schlagabtausch. Der entscheidende Moment kam, als LA Knight einen Versuch von AJ Styles, seinen „Phenomenal Forearm“ auszuführen, vereiteln konnte. LA Knight nutzte diese Gelegenheit, um seinen Finisher, den „BFT“ („Blunt Force Trauma“), anzusetzen und AJ Styles damit zu besiegen. Mit diesem Sieg sicherte sich LA Knight seinen ersten Erfolg bei einer WrestleMania-Veranstaltung.
Das Match zwischen LA Knight und AJ Styles wurde von Fans und Beobachtern positiv aufgenommen. Es wurde als „crisp“ mit einigen guten Sequenzen beschrieben. Der Wrestling Observer Newsletter bewertete das Match mit 3,5 von 5 Sternen. Für LA Knight stellte dieser Sieg möglicherweise den bisher größten Erfolg seiner WWE-Karriere dar.

#### Logan Paul, Kevin Owens und Randy Orton im Triple-Threat-Match gegeneinander um die WWE United States Championship
Die Vorgeschichte zu diesem Aufeinandertreffen begann bereits Monate zuvor. Logan Paul hatte den Titel im Oktober 2023 bei Crown Jewel von Rey Mysterio gewonnen. Bei der Royal Rumble im Januar 2024 verteidigte Paul den Titel gegen Kevin Owens, allerdings durch eine Disqualifikation, was Owens weiterhin nach dem Gürtel streben ließ. Randy Orton wurde in die Fehde involviert, nachdem es bei der Elimination Chamber im Februar 2024 zu einer Konfrontation mit Paul kam. Orton eliminierte Paul zunächst aus dem Match, doch dieser täuschte eine Verletzung vor, um im Käfig zu bleiben. Anschließend attackierte Paul Orton mit einem Schlagring und ermöglichte so Drew McIntyre den Sieg.
Als Reaktion auf Pauls provokantes Verhalten setzte SmackDown General Manager Nick Aldis das Triple-Threat-Match für WrestleMania an. Sowohl Orton als auch Owens brachten als ehemalige United States Champions und WrestleMania-Veteranen viel Erfahrung mit, während es für Paul erst der zweite WrestleMania-Auftritt war. Das Match selbst war von hoher Intensität geprägt. Orton und Owens fuhren zu Beginn gemeinsam mit einem Golfcart in die Arena, um Paul direkt zu attackieren. Im Verlauf des Kampfes zeigte Paul seine athletischen Fähigkeiten mit spektakulären Aktionen wie einer Swanton Bomb und einem Splash. Eine entscheidende Rolle spielte der YouTuber IShowSpeed, der in einem PRIME-Flaschen-Kostüm eingriff und Paul vor Ortons gefürchtetem „Punt Kick“ rettete. Orton konterte jedoch mit einem „RKO“ gegen IShowSpeed durch den Kommentatorentisch. In der Schlussphase konterte Orton Owens „Pop-up-Powerbomb“ in einen „RKO“, wurde aber von Paul aus dem Ring befördert. Paul nutzte die Gelegenheit für einen Frog Splash gegen Owens und konnte so seinen Titel erfolgreich verteidigen.
Das Match dauerte insgesamt 17 Minuten und 40 Sekunden. Mit dem Sieg setzte Logan Paul seine Regentschaft als United States Champion fort und untermauerte seinen Status in der WWE trotz seiner Herkunft als Quereinsteiger aus den sozialen Medien.

#### Bayley gegen Iyo Sky um die WWE Women’s Championship

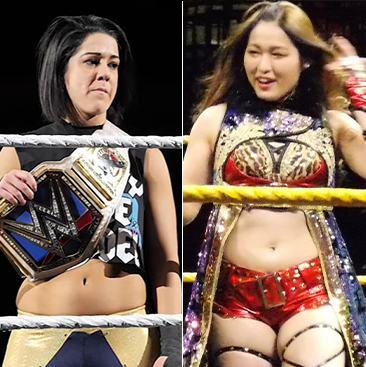
Bayley und Iyo Sky

Die Vorgeschichte zu dieser WWE Women’s Championship reicht zurück bis ins Jahr 2022, als Bayley nach einer Verletzungspause mit Dakota Kai und Iyo Sky die Gruppierung Damage CTRL gründete. Im Laufe der Zeit kamen auch Kairi Sane und Asuka zur Gruppe hinzu. Die Dynamik innerhalb von Damage CTRL veränderte sich, als Iyo Sky im Juli 2023 den Money-in-the-Bank-Vertrag gewann und diesen bei SummerSlam erfolgreich gegen Bianca Belair einlöste, um WWE Women’s Champion zu werden. Dies führte zu Spannungen in der Gruppe, da Sky nun als inoffizielle Anführerin agierte.
Der Wendepunkt kam, als Bayley die Royal Rumble 2024 gewann und somit ein Titelmatch ihrer Wahl bei WrestleMania erhielt. Nach Wochen der Unentschlossenheit und nachdem sie mitbekommen hatte, wie die anderen Mitglieder von Damage CTRL hinter ihrem Rücken über sie sprachen, konfrontierte Bayley die Gruppe damit. Dies führte zu einem Angriff von Damage CTRL auf Bayley, woraufhin sie sich von der Gruppierung lossagte und Sky herausforderte. In den Wochen vor WrestleMania gab es weitere Entwicklungen. Dakota Kai täuschte zunächst vor, sich auf Bayleys Seite zu stellen, wandte sich dann aber doch wieder Damage CTRL zu. Dies verstärkte Bayleys Position als Außenseiterin im Kampf gegen ihre ehemaligen Verbündeten.
Bayley trat mit einem neuen Einmarsch als ägyptische Pharaonin auf, begleitet von Dienern mit Anubis-Masken. Der Kampf war intensiv und ausgeglichen, da beide Kontrahentinnen einander gut kannten. Im Verlauf des Matches erlitt Bayley eine scheinbare Knieverletzung, die Sky gezielt attackierte. Trotz dieser Beeinträchtigung gelang es Bayley, sich gegen Skys Offensivbemühungen zu wehren, darunter mehrere Moonsaults. Nach 14 Minuten und 20 Sekunden konnte Bayley schließlich ihren Finishing Move, den „Rose Plant“, erfolgreich anbringen und Sky pinnen.
Mit diesem Sieg errang Bayley zum vierten Mal in ihrer Karriere eine Championship in der WWE. Der Titelgewinn markierte einen Höhepunkt in Bayleys Laufbahn, nachdem sie lange Zeit im Schatten anderer prominenter Wrestlerinnen wie Becky Lynch und Charlotte Flair gestanden hatte.

#### Bloodline Rules-Match zwischen Cody Rhodes und Roman Reigns um die Undisputed WWE Universal Championship
Die Storyline zur Fehde zwischen Cody Rhodes und Roman Reigns begann bereits bei WrestleMania 38 im April 2022, als Rhodes zu WWE zurückkehrte. Er erklärte damals, seine „Geschichte beenden“ und die WWE Championship gewinnen zu wollen – einen Titel, den sein Vater Dusty Rhodes nie errungen hatte.
Cody Rhodes gewann den Royal Rumble 2023, scheiterte aber bei WrestleMania 39 im Titelkampf gegen Reigns. Ein Jahr später, beim Royal Rumble 2024, sicherte sich Rhodes erneut das Recht auf ein Titelmatch bei WrestleMania. Die Situation verkomplizierte sich, als Dwayne „The Rock“ Johnson in die Storyline eingriff und ebenfalls Anspruch auf ein Match gegen Reigns bei WrestleMania erhob. Bei einer Pressekonferenz am 8. Februar 2024 kam es zum Eklat: „The Rock“ ohrfeigte Rhodes und schloss sich offiziell The Bloodline an.
Für die erste Nacht von WrestleMania XL wurde ein Tag-Team-Match angesetzt: Cody Rhodes und Seth Rollins gegen Reigns und „The Rock“. Der Sieger dieses Matches durfte die Regeln für den Titelkampf in der zweiten Nacht festlegen. Nachdem The Rock und Reigns das Tag-Team-Match gewonnen hatten, wurde der Titelkampf um die Undisputed WWE Universal Championship zwischen Rhodes und Reigns zu einem Bloodline Rules-Match erklärt. Die genauen Regeln waren im Vorfeld nicht bekannt, es wurde aber eine Art No-Disqualification-Match erwartet.
Das Match war geprägt von zahlreichen Eingriffen: Auf Seiten von Reigns mischten sich Jimmy Uso, Solo Sikoa und The Rock ein, während Rhodes Unterstützung von Jey Uso, John Cena, Seth Rollins und The Undertaker erhielt. Trotz der chaotischen Umstände gelang es Rhodes schließlich, Reigns mit drei aufeinanderfolgenden „Cross Rhodes“ zu besiegen und den Titel zu erringen. Mit diesem Sieg beendete Rhodes nicht nur Reigns beeindruckende 1316-tägige Regentschaft als Champion, sondern „vollendete“ auch seine persönliche Geschichte. Er erfüllte sich damit einen Traum, den sein Vater Dusty Rhodes nie hatte verwirklichen können.
Nach dem Match feierte Cody Rhodes mit seiner Familie und Kollegen im Ring. Er präsentierte den Titel seiner Mutter und dankte Triple H und Bruce Prichard für seine Rückkehr zu WWE.

### Änderungen und Streichungen auf der Match-Card
Im Vorfeld der WrestleMania XL kam es zu einigen Änderungen und Ausfällen bei den geplanten Matches.
Ein ursprünglich angedachtes Match zwischen Charlotte Flair und Bianca Belair musste gestrichen werden. Flair erlitt eine schwere Verletzung, bei der sie sich das vordere Kreuzband, das Innenband und den Meniskus riss. Trotz einer erfolgreichen Operation und guter Fortschritte in der Rehabilitation war eine Rückkehr Flairs rechtzeitig für WrestleMania nicht möglich.
Eine weitere hochkarätige Begegnung, die nicht zustande kam, war das geplante Duell zwischen Brock Lesnar und Gunther. Dieses Match wurde aufgrund von Lesnars Verwicklung in den Skandal um den ehemaligen WWE-Chef Vince McMahon abgesagt. Lesnar wurde daraufhin aus der Planung für den Royal Rumble 2024 und nachfolgende Events gestrichen, was auch das potenzielle WrestleMania-Match mit Gunther betraf.
Auch das vorgesehene Match zwischen Seth Rollins und CM Punk um die World Heavyweight Championship konnte nicht stattfinden, da CM Punk einen Riss des rechten Trizeps erlitt. Diese Verletzung machte das geplante Aufeinandertreffen der beiden bei WrestleMania unmöglich. Als Ersatz für das ausgefallene Match wurde ein Kampf zwischen Seth Rollins und Drew McIntyre um die World Heavyweight Championship angesetzt. CM Punk übernahm dabei die Rolle des Special-Guest-Kommentators.
Trotz dieser Änderungen und Ausfälle gelang es der WWE, eine umfangreiche Card für WrestleMania XL zusammenzustellen. Das Event umfasste insgesamt 14 Matches, die gleichmäßig auf zwei Nächte verteilt wurden, mit dem Main Event der 1. Nacht, ein Tag-Team-Match zwischen Roman Reigns und Dwayne „The Rock“ Johnson gegen Seth Rollins und Cody Rhodes, und dem Main Event der 2. Nacht, das Singles-Match zwischen Roman Reigns und Cody Rhodes um die Undisputed WWE Universal Championship.

## Ergebnisse
| Ergebnisse des WrestleMania XL, Nacht 1        | Ergebnisse des WrestleMania XL, Nacht 1                                                                     | Ergebnisse des WrestleMania XL, Nacht 1                                    | Ergebnisse des WrestleMania XL, Nacht 1                                                                                 | Ergebnisse des WrestleMania XL, Nacht 1 |
| Nummer                                         | Match | Matchart                                                                   | Ergebnis | Länge des Matches                       |
| ---------------------------------------------- | --- | -------------------------------------------------------------------------- | --- | --------------------------------------- |
| 1                                              | Rhea Ripley (C) gegen Becky Lynch                                                                           | Singles-Match um die Women’s World Championship                            | Rhea Ripley siegte durch Pinfall                                                                                        | 17:05 min                               |
| 2                                              | A-Town Down Under, Awesome Truth, The Judgment Day (C), #DIY, The New Day, New Catch Republic gegeneinander | Six-Pack-Tag-Team-Ladder-Match um die Undisputed WWE Tag Team Championship | Awesome Truth gewannen die World Tag Team Championship                                                                  | 17:25 min                               |
| 2                                              | A-Town Down Under, Awesome Truth, The Judgment Day (C), #DIY, The New Day, New Catch Republic gegeneinander | Six-Pack-Tag-Team-Ladder-Match um die Undisputed WWE Tag Team Championship | A-Town Down Under gewannen die WWE Tag Team Championship                                                                | 17:25 min                               |
| 3                                              | Rey Mysterio und Andrade gegen Santos Escobar und Dominik Mysterio                                          | Tag-Team-Match                                                             | Rey Mysterio besiegte Santos Escobar durch Pinfall                                                                      | 11:05 min                               |
| 4                                              | Jey Uso gegen Jimmy Uso                                                                                     | Singles-Match                                                              | Jey Uso siegte durch Pinfall                                                                                            | 11:05 min                               |
| 5                                              | Jade Cargill, Bianca Belair und Naomi gegen Damage CTRL                                                     | Six-Woman-Tag-Team-Match                                                   | Jade Cargill besiegte Dakota Kai durch Pinfall                                                                          | 08:05 min                               |
| 6                                              | Sami Zayn gegen Gunther (C)                                                                                 | Singles-Match um die WWE Intercontinental Championship                     | Sami Zayn siegte durch Pinfall                                                                                          | 15:30 min                               |
| 7                                              | The Bloodline gegen Cody Rhodes und Seth Rollins                                                            | Tag-Team-Match um die Festsetzung der Regeln im Main Event der 2. Nacht    | Dwayne „The Rock“ Jonson besiegte Cody Rhodes durch Pinfall; Festsetzung der Bloodline Rules im Main Event der 2. Nacht | 44:35 min                               |
| (C) – Inhaber einer Championship vor dem Match | |                                                                            | |                                         |

| Ergebnisse des WrestleMania XL, Nacht 2        | Ergebnisse des WrestleMania XL, Nacht 2                   | Ergebnisse des WrestleMania XL, Nacht 2                                                          | Ergebnisse des WrestleMania XL, Nacht 2            | Ergebnisse des WrestleMania XL, Nacht 2 |
| Nummer                                         | Match                                                     | Matchart                                                                                         | Ergebnis                                           | Länge des Matches                       |
| ---------------------------------------------- | --------------------------------------------------------- | ------------------------------------------------------------------------------------------------ | -------------------------------------------------- | --------------------------------------- |
| 1                                              | Drew McIntyre gegen Seth Rollins (C)                      | Singles-Match um die World Heavyweight Championship                                              | Drew McIntyre siegte durch Pinfall                 | 10:30 min                               |
| 2                                              | Damian Priest gegen Drew McIntyre (C)                     | Singles-Match um die World Heavyweight Championship nach Einlösen des Money-in-the-Bank-Vertrags | Damian Priest siegte durch Pinfall                 | 00:09 min                               |
| 3                                              | The Pride gegen The Final Testament                       | Philadelphia Street Fight                                                                        | Bobby Lashley besiegte Karrion Kross durch Pinfall | 08:35 min                               |
| 4                                              | LA Knight gegen AJ Styles                                 | Singles-Match                                                                                    | LA Knight siegte durch Pinfall                     | 12:25 min                               |
| 5                                              | Logan Paul (C), Kevin Owens und Randy Orton gegeneinander | Triple-Threat-Match um die WWE United States Championship                                        | Logan Paul besiegte Kevin Owens durch Pinfall      | 17:40 min                               |
| 6                                              | Bayley gegen Iyo Sky (C)                                  | Singles-Match um die WWE Women’s Championship                                                    | Bayley siegte durch Pinfall                        | 14:20 min                               |
| 7                                              | Cody Rhodes gegen Roman Reigns (C)                        | Bloodline-Rules-Match um die Undisputed WWE Universal Championship                               | Cody Rhodes siegte durch Pinfall                   | 33:25 min                               |
| (C) – Inhaber einer Championship vor dem Match |                                                           |                                                                                                  |                                                    |                                         |

## Rezeption

WrestleMania XL-Stage im Lincoln Financial Field in Philadelphia

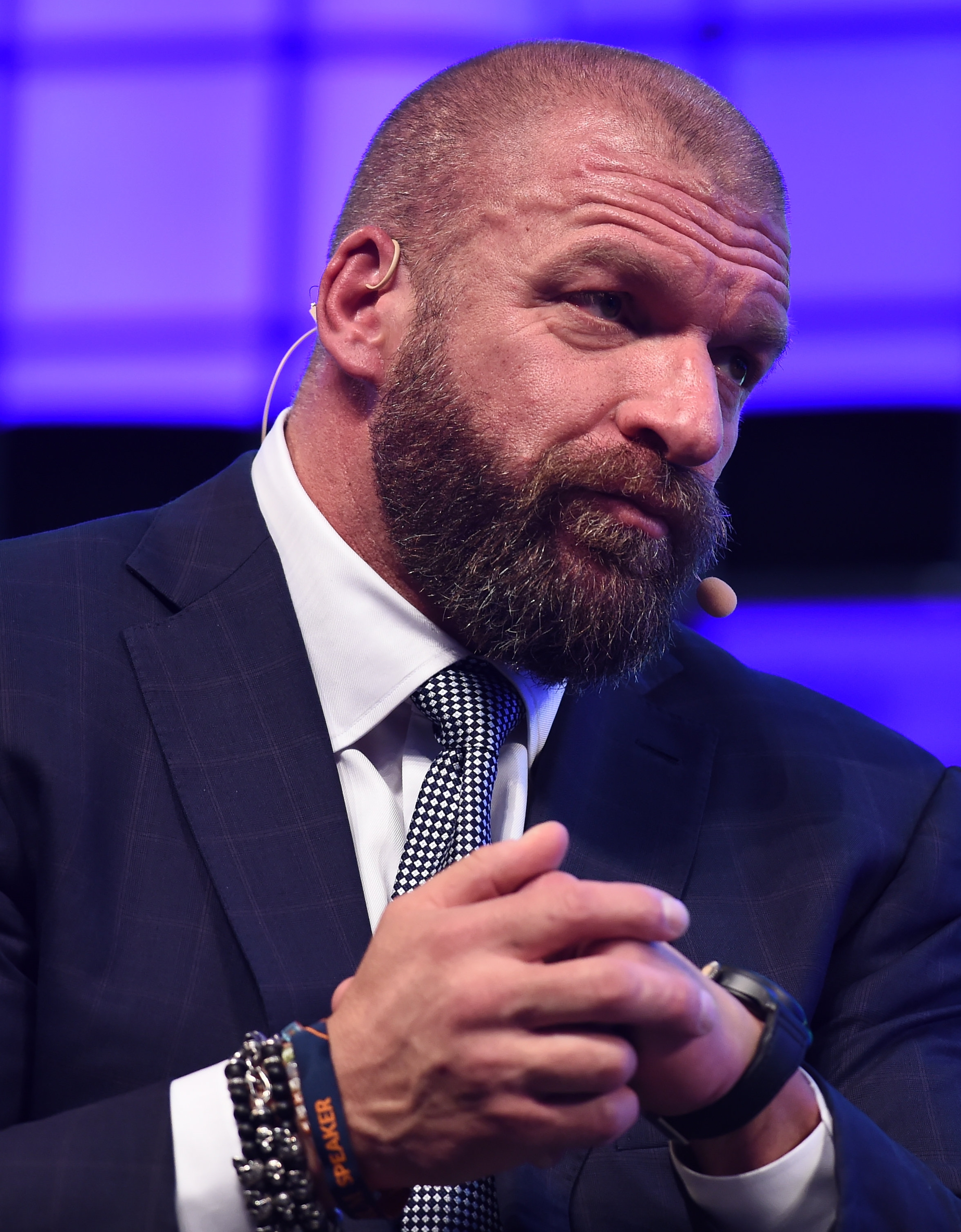
Paul Levesque, CCO der WWE

Die zweitägige Veranstaltung WrestleMania XL zog insgesamt 145.298 Zuschauer an, wie während der Show von Snoop Dogg verkündet wurde. Die Produktion und Präsentation der Show wurden besonders gelobt. Viele Zuschauer empfanden, dass die Produktionsqualität seit dem Weggang des Executive Producer Kevin Dunn deutlich zugenommen habe. Das Set-Design, die Kameraführung und die Gesamtatmosphäre wurden als beeindruckend beschrieben. Allerdings gab es auch Kritik an der zunehmenden Präsenz von Werbung während der Matches, insbesondere am PRIME-Logo im Ring.
Die erste Nacht wurde von einigen Zuschauern als eher durchwachsen wahrgenommen. Während das Eröffnungsmatches zwischen Rhea Ripley und Becky Lynch sowie das Six-Pack-Tag-Team-Ladder-Match um die Undisputed WWE Tag Team Championship positiv aufgenommen wurden, enttäuschte das mit Spannung erwartete Bruderduell zwischen Jey und Jimmy Uso viele Fans. Der Main Event der ersten Nacht mit Dwayne „The Rock“ Johnson und Roman Reigns gegen Cody Rhodes und Seth Rollins wurde als unterhaltsam, wenn auch überladen mit Einmischungen beschrieben.
Die zweite Nacht wurde generell als überzeugender empfunden. Besonders das Hauptmatch zwischen Cody Rhodes und Roman Reigns um die Undisputed WWE Universal Championship erhielt viel Lob. Die Einbindung verschiedener Legenden wie John Cena und The Undertaker sowie die emotionale Auflösung der langjährigen Storyline um Rhodes Titelgewinn wurden von vielen als Höhepunkt der Veranstaltung gesehen.
Einige Kritiker merkten an, dass die Gesamtlänge der Veranstaltung mit jeweils etwa vier Stunden pro Nacht zu lang gewesen sei. Es wurde vorgeschlagen, die Show auf 3 bis 3,5 Stunden pro Nacht zu kürzen und einige der weniger bedeutenden Matches in die Pre-Show zu verlegen.
Insgesamt wurde WrestleMania XL als gelungene Jubiläumsausgabe wahrgenommen, die trotz einiger Schwächen viele denkwürdige Momente bot und die Erwartungen der meisten Fans erfüllte. Die Veranstaltung markierte auch den Beginn der sogenannten „Paul Levesque Era“ in der WWE, was von vielen als vielversprechender Neuanfang für das Unternehmen gesehen wurde.

## Entwicklungen
Die auf WWE WrestleMania XL folgenden Episoden von Monday Night Raw und Friday Night SmackDown waren geprägt von wegweisenden Ereignissen. Diese Geschehnisse bildeten das Fundament für aufkommende Handlungsstränge und Rivalitäten in der Zeit nach WrestleMania XL. Gleichzeitig gaben sie einen Ausblick darauf, welchen Kurs die Kader beider Shows in der Phase nach dem Großereignis einschlagen würden.

### Monday Night Raw
In der ersten Raw-Sendung nach WrestleMania XL zeigte sich die veränderte Titellandschaft. Cody Rhodes wurde als neuer Undisputed WWE Champion gefeiert. Gleichzeitig präsentierte sich Damian Priest als neuer World Heavyweight Champion, nachdem er bei WrestleMania seinen Money-in-the-Bank-Vertrag erfolgreich gegen Drew McIntyre eingelöst hatte. Die Dominanz der Gruppierung The Judgment Day wurde deutlich, da sie nun die beiden wichtigsten Titel hielten. Rhea Ripley bezeichnete sich und Damian Priest als die Terror Twins und verkündete eine neue Ära für ihre Fraktion.
Drew McIntyre zeigte sich frustriert über seinen kurzen Titelgewinn und kündigte Damian Priest Rache an. Zudem drohte er CM Punk, der für seine Niederlage mitverantwortlich war. In einem Fatal-Four-Way-Match setzte sich Jey Uso gegen Drew McIntyre, Bronson Reed und Ricochet durch und sicherte sich damit eine Titelchance. CM Punk griff in dieses Match ein und kostete McIntyre den Sieg, was die Fehde zwischen den beiden weiter anheizte.
Sami Zayn feierte seinen Gewinn der Intercontinental Championship und kündigte eine Titelverteidigung gegen Chad Gable für die folgende Woche an. R-Truth sorgte für komische Momente, indem er sich fälschlicherweise als Teil von The Judgment Day sah, was bei der Gruppierung auf Ablehnung stieß. Liv Morgan attackierte Rhea Ripley backstage mit einem Stuhl, was auf eine mögliche Fehde zwischen den beiden hindeutet.
Für die kommenden Raw-Ausgaben wurden weitere Matches und Entwicklungen angekündigt, darunter ein Match zwischen Sami Zayn und Chad Gable um die Intercontinental Championship sowie ein Aufeinandertreffen von Andrade und Dominik Mysterio.

### Friday Night SmackDown
Insgesamt zeigte die erste SmackDown-Ausgabe nach WrestleMania XL deutliche Veränderungen in der Landschaft von WWE, insbesondere in Bezug auf The Bloodline und die Titelszene um den neuen Undisputed WWE Champion Cody Rhodes, der die Show eröffnete. Er wurde von den Fans mit „You deserve it!“-Rufen empfangen und genoss sichtlich die Unterstützung des Publikums. Rhodes sprach über seinen Sieg gegen Roman Reigns bei WrestleMania und Dwayne „The Rock“ Johnsons Auftritt bei Monday Night Raw, wobei er die angespannte Atmosphäre während „The Rocks“ Anwesenheit hervorhob.
Eine der größten Überraschungen ereignete sich, als The Bloodline (Solo Sikoa, Jimmy Uso und Paul Heyman) den Ring betraten. Paul Heyman sprach über die Niederlage von Roman Reigns bei WrestleMania und erklärte, dass es Zeit für Veränderungen sei. In einem unerwarteten Wendepunkt attackierte Solo Sikoa seinen Bruder Jimmy Uso hinterrücks. Dabei wurde er von einem Neuankömmling unterstützt – Tama Tonga. Gemeinsam verpassten sie Jimmy einen Beatdown, gefolgt von mehreren „Samoan Spikes“. Diese Aktion deutete auf eine Neuausrichtung der Bloodline hin, möglicherweise unter der Führung von Solo Sikoa und Tama Tonga.
Um den nächsten Herausforderer um Cody Rhodes Championship zu bestimmen, fand ein Triple-Threat-Match zwischen LA Knight, Santos Escobar und Bobby Lashley statt. LA Knight ging als Sieger hervor und sicherte sich damit einen Platz im kommenden No. 1 Contender’s Match. AJ Styles meldete ebenfalls seine Ansprüche auf den Titel an. In einer Promo aus seiner Umkleidekabine sprach er davon, nicht nur die Undisputed WWE Championship ins Visier zu nehmen, sondern auch Rache für seine WrestleMania-Niederlage zu suchen.
Bron Breakker setzte seinen Aufstieg fort, indem er Cameron Grimes in einem kurzen Match besiegte. Dies deutet darauf hin, dass WWE weiterhin plant, Breakker als aufstrebenden Star zu etablieren. Die Rückkehr von Sheamus wurde für die kommende Ausgabe von Monday Night Raw angekündigt, was auf eine mögliche Verschiebung des Superstars von SmackDown zu Raw hindeutet.